# Sciadocephala
Sciadocephala es un género de plantas perteneciente a la familia Asteraceae. Comprende 5 especies descritas y de estas 3 aceptadas.

## Taxonomía
El género fue descrito por Johannes Mattfeld y publicado en Notizblatt des Botanischen Gartens und Museums zu Berlin-Dahlem 14: 41. 1938. La especie tipo es: Sciadocephala schultze-rhonhofiae Mattf.

## Especies aceptadas
A continuación se brinda un listado de las especies del género Sciadocephala aceptadas hasta agosto de 2012, ordenadas alfabéticamente. Para cada una se indica el nombre binomial seguido del autor, abreviado según las convenciones y usos.
- Sciadocephala dressleri R.M.King & H.Rob.
- Sciadocephala pakaraimae (Maguire & Wurdack) R.M.King & H.Rob.
- Sciadocephala schultze-rhonhofiae Mattf.